# (11499) Duras
(11499) Duras est un astéroïde de la ceinture principale.

## Description
(11499) Duras est un astéroïde de la ceinture principale. Il fut découvert par Eric Walter Elst le 2 septembre 1989 à l'observatoire de Haute-Provence. Il présente une orbite caractérisée par un demi-grand axe de 2,22 UA, une excentricité de 0,182 et une inclinaison de 3,09° par rapport à l'écliptique.
Il fut nommé en hommage à Marguerite Duras (1914-1996) écrivain français.

## Compléments